# Conde de Vale de Reis

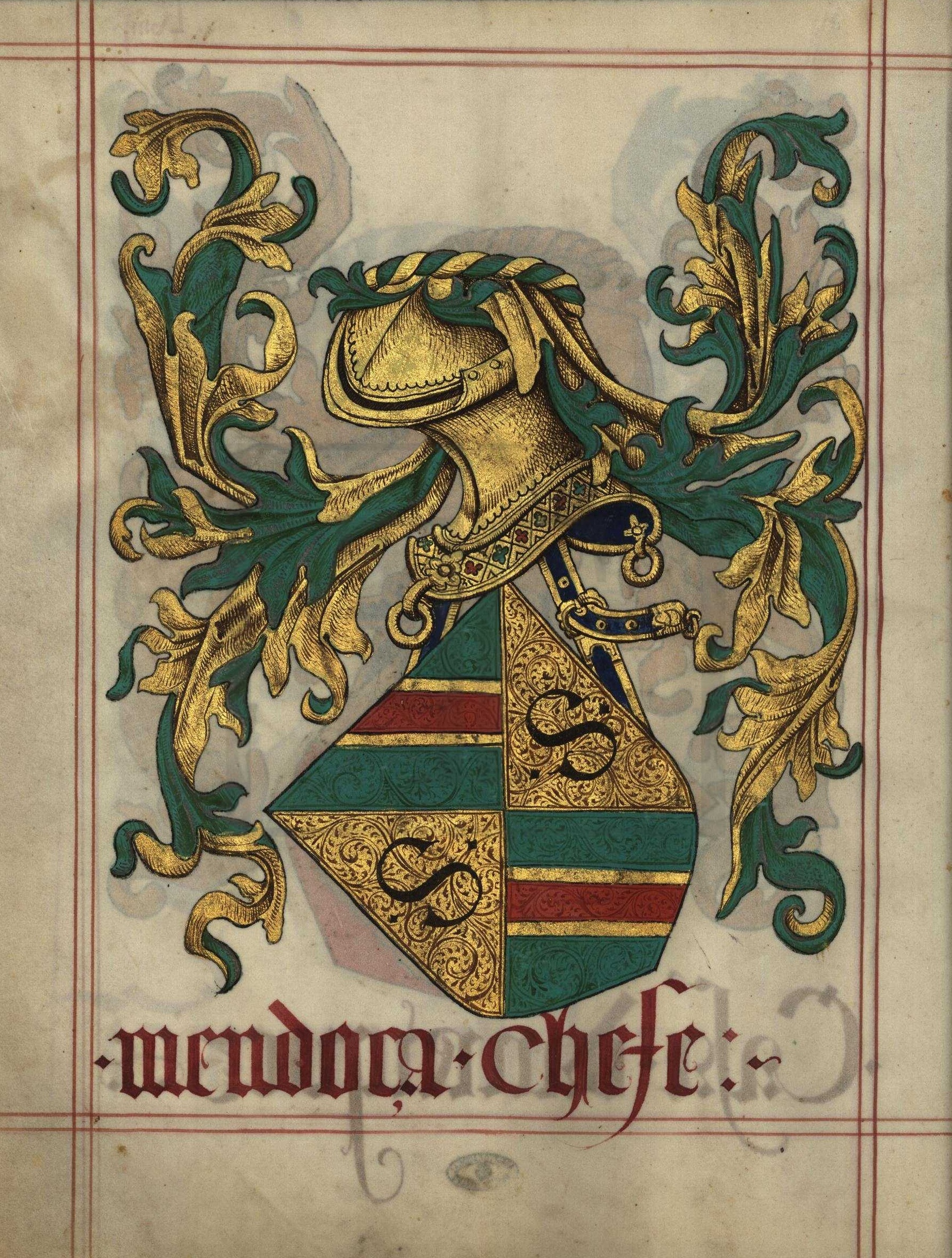
Armas de Mendoça chefe, in Livro do Armeiro-Mor (1509), fl 59^{v}.

Conde de Vale de Reis (na grafia antiga, Conde de Val dos Reys) foi um título criado por carta régia de Filipe III de Portugal de 16 de Agosto de 1628, em favor de Nuno de Mendonça, o qual viria a ser membro do Conselho de Regência do Reino de Portugal e Vice-rei de Portugal durante o reinado do mesmo rei.
Mais tarde, o 8.º Conde de Vale de Reis foi agraciado com o título de Marquês de Loulé em 1799. E o filho deste, o 2.º Marquês de Loulé e 9.º Conde de Vale de Reis, foi por sua vez elevado a Duque de Loulé em 1862.
António Caetano de Sousa, nas Memorias Historicas e Genealogicas dos Grandes de Portugal, dedica um capítulo ao título de Conde de Val dos Reys, como então era grafado.
Também Anselmo Braamcamp Freire, no Vol. III dos Brasões da Sala de Sintra, dedica o Cap. XXII aos seus progenitores, os Furtados de Mendoça, incluindo o ramo mais tarde agraciado com o título.

## Condes de Vale de Reis (1628)

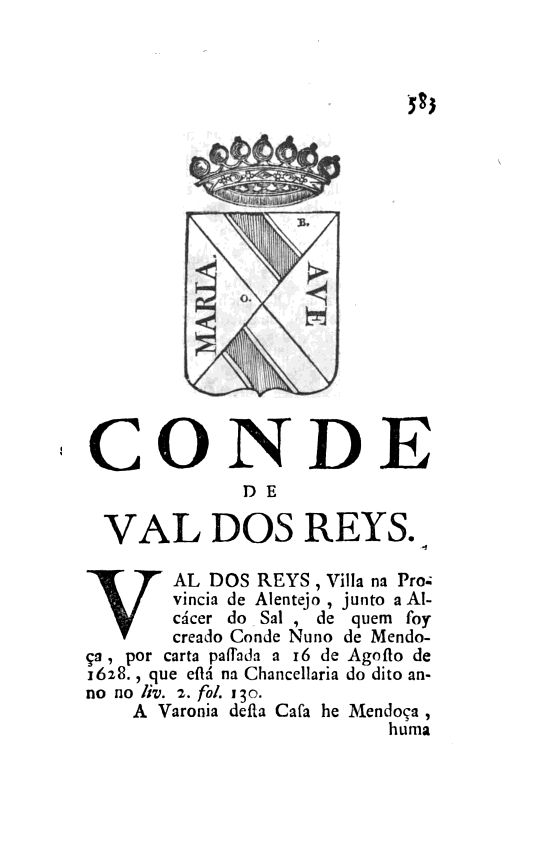
Título e armas dos condes na obra de António Caetano de Sousa (1755).

Nuno José Severo de Mendoça Rolim de Moura Barreto, 9.º Conde de Vale de Reis e já 2.º Marquês de Loulé, casou em 1828 com D. Ana de Jesus Maria de Bragança. Foi por três vezes Presidente do Conselho de Ministros ― 1856-59, 1860-65, e 1869-70 ―, e foi em 1862, durante o seu segundo mandato, elevado a Duque de Loulé.

### Titulares
1. Nuno de Mendonça, 1.º Conde de Vale de Reis.
2. Nuno de Mendonça, 2.º Conde de Vale de Reis, capitão general do Algarve por 3 períodos diferentes, neto do anterior.
3. Lourenço de Mendonça e Moura, 3.º Conde de Vale de Reis, filho do anterior.
4. Nuno Manuel de Mendonça, 4.º Conde de Vale de Reis.
5. Lourenço Filipe Nery de Mendonça e Moura, 5.º Conde de Vale de Reis.
6. Nuno José Fulgêncio Agostinho João Nepomuceno de Mendonça e Moura, 6.º Conde de Vale de Reis, também foi Governador Geral do Algarve.
7. José Maria de Mendonça e Moura, 7.º Conde de Vale de Reis.
8. Agostinho Domingos José de Mendonça Rolim de Moura Barreto (1780-1824), 8.º Conde de Vale de Reis e 1.º Marquês de Loulé em 1799.
9. Nuno José Severo de Mendonça Rolim de Moura Barreto (1804-1875), 9.º Conde de Vale de Reis, 2.º Marquês e 1.º Duque de Loulé em 1862.
10. Pedro José Agostinho de Mendonça Rolim de Moura Barreto (1830-1909),  10º Conde de Vale de Reis, 2.º Duque de Loulé.
11. D. Maria Domingas José de Mendonça Rolim de Moura Barreto (1853-1928), 3.ª Duquesa de Loulé, 11.ª Condessa de Vale de Reis.

### Armas

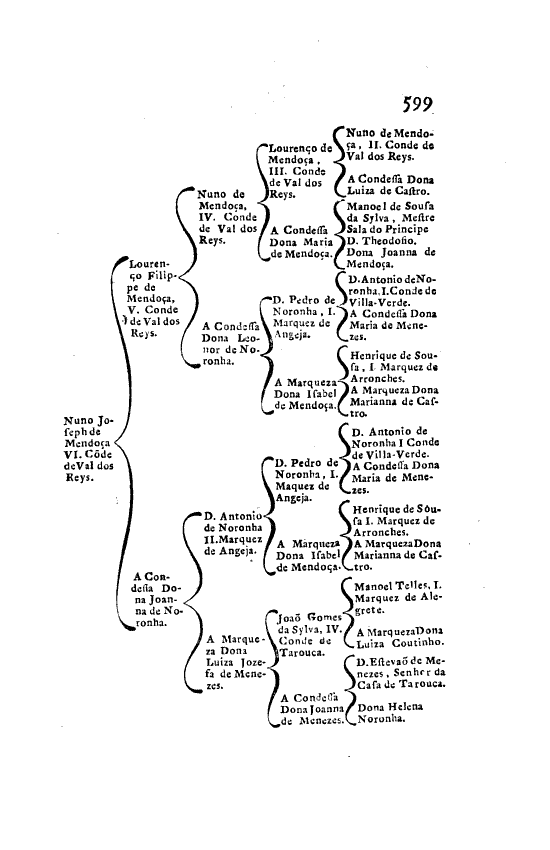
Costados do 6.º Conde de Vale de Reis, nas Memorias Historicas e Genealogicas dos Grandes de Portugal de António Caetano de Sousa.

No Livro do Armeiro-Mor (1509) podemos ver as armas dos Mendonças, que são também as que vemos no Livro da Nobreza e Perfeiçam das Armas pouco posterior, e ainda na Sala de Sintra, sendo o S da sinistra que vemos nesta volvido, como por vezes se vê, etc.: Franchado: I e IV de verde, com uma banda de vermelho, perfilada de ouro; II e II de ouro, com um S de negro.
As armas dos Condes de Vale de Reis e mais tarde dos Duques de Loulé eram as dos Mendonça ditos de la Vega ou do Ave Maria, dessa linhagem de Castela. Como refere Braamcamp Freire:

"As armas primitivas dos Mendozas eram: em campo verde banda de vermelho perfilada de oiro. Depois, devido a vários sucessos ou alianças, uns acrescentaram uma cadeia de oiro em orla; outros francharam o escudo, ou com a AVE MARIA dos de la Vega, ou com nove panelas de prata em vermelho [...] Conjecturo todavia que o móvel, posteriormente representado por um S, era primitivamente constituído por dois elos de corrente quebrados perto do ponto de contacto, cada um do seu lado, assim S."

O timbre é uma asa de ouro, carregada com um S de negro.

## Após a queda da Monarquia
Com a queda da Monarquia e a implantação da República Portuguesa em 1910 foram titulares:
1. D. Maria Domingas José de Mendoça Rolim de Moura Barreto, 3° Duquesa de Loulé, 4° Marquesado de Loulé, 11° Condessa de Vale de Reis, S. G.;
2. D. Constança Maria da Conceição Berquó de Mendoça Rolim de Moura Barreto, 4° Duquesa de Loulé, 5° Marquesa de Loulé, 12° Condessa de Vale de Reis, C. G.;
3. D. Alberto Nuno Carlos Rita Folque de Mendoça Rolim de Moura Barreto, 5° Duque de Loulé, 6° Marquês de Loulé, 13° Conde de Vale de Reis, C. G.;
4. D. Pedro José Folque de  Mendoça Rolim de Moura Barreto, 6° Duque de Loulé, 7° Marquês de Loulé, 14° Conde de Vale de Reis, C. G. (D. Henrique Nuno Vaz Pinto Folque de Mendoça, 8° Marquês de Loulé)

## Pretensão ao trono português
Em 2008, no seu livro "O Usurpador - O Poder sem Pudor", o fadista Nuno da Câmara Pereira alegou que o verdadeiro herdeiro da coroa portuguesa seria o seu primo Pedro José Folque de Mendoça Rolim de Moura Barreto, actual representante do título de duque de Loulé e conde de Vale de Reis, por ser um descendente de D. Ana de Jesus Maria, a alegada filha mais nova do rei D. João VI de Portugal. Na sua obra, todavia, reconheceu ainda a validade das pretensões de outra descendente real, D. Maria Pia de Saxe-Coburgo Gotha e Bragança, por tratar-se de uma filha do rei D. Carlos I de Portugal. Segundo Câmara Pereira, Duarte Pio é quem não possui quaisquer direitos dinásticos por descender apenas de um ex-infante, D. Miguel, o qual foi perpetuamente banido da sucessão ao trono após a vitória liberal na Guerra Civil Portuguesa.